# 鄭飛源
鄭 飛源（チョン・ビウォン、朝鮮語: 정비원、英語: Bi-Won Jung、1960年1月15日 - ）は、大韓民国（韓国）の男子プロボクサー。ソウル出身。元IBF世界フライ級王者。

## 来歴
1982年2月27日、鄭はプロデビューを果たし、4回判定勝ちを収め白星でデビューを飾った。
1983年1月22日、韓根子と対戦し、8回判定勝ちを収めた。
1983年2月19日、杉達也と対戦し、5回2分42秒TKO勝ちを収めた。
1983年4月3日、馬銖賢と対戦し、引き分けに終わった。
1983年5月6日、韓国ライトフライ級王者馬銖賢と1ヶ月ぶりに対戦し、10回判定勝ちを収め王座獲得に成功した。
1983年7月26日、金世芳と対戦し、10回判定負けを喫し韓国王座の初防衛に失敗し、王座から陥落した。
1984年5月27日、後のWBA世界ライトフライ級王者柳明佑と対戦し、10回判定負けを喫した。
1984年7月9日、後楽園ホールで後のWBC世界ライトフライ級王者ヘルマン・トーレスと対戦し、10回0-3（2者が96-98、96-99）の判定負けを喫した。
1984年12月8日、宋仲康と対戦し10回判定勝ちを収めた。
1985年4月14日、宋仲康と対戦し10回判定勝ちを収めた。
1985年5月25日、ベンジー・ミオレと対戦し10回判定勝ちを収めた。
1985年12月28日、哦鐘兒と対戦し10回判定勝ちを収めた。
1986年4月27日、IBF世界フライ級王者鄭鐘寛と対戦し、15回2-0（145-145、144-142、145-143）の判定勝ちを収め王座獲得に成功した。
1986年8月2日、申喜燮と対戦し、最終15回1分20秒大逆転TKO負けを喫し初防衛に失敗し、王座から陥落した。尚スコアは3-0（137-130、139-126、138-130）と大差でリードを奪っていた。
1986年12月20日、ローランド・プロタシオと対戦し4回2分10秒KO勝ちを収めた。
1987年7月1日、後のWBA世界バンタム級王者ダオルン・チュワタナと対戦し10回判定勝ちを収めた。
1988年2月21日、元OPBF東洋太平洋ライトフライ級王者デン・チュワタナと対戦し、10回判定勝ちを収めた。
1988年9月2日、ドディ・ボーイ・ペニャロサと対戦し、10回0-3（92-100、92-99、95-98）の判定負けを喫した。
1989年6月30日、OPBF東洋太平洋フライ級王者ロミー・ナバレッテと対戦し、9回TKO負けを喫し王座獲得に失敗した。この試合を最後に現役を引退した。

## 獲得タイトル
- 韓国ライトフライ級王座
- 第3代IBF世界フライ級王座（防衛0）